# FA Cup 1882-1883
La FA Cup 1882-1883 è stata la dodicesima edizione della competizione calcistica più antica del mondo. È stata vinta dal Blackburn Olympic, vincitore della finale disputata contro l'Old Etonians.

## Primo Turno
| Squadra locale  | Punteggio                        | Squadra ospite      | Data            |
| --------------- | -------------------------------- | ------------------- | --------------- |
| Darwen          | 4-1                              | Blackburn Park Road | 23 ottobre 1882 |
| Reading         | Direttamente al turno successivo |                     |                 |
| Barnes          | 2-4                              | Brentwood           | 28 ottobre 1882 |
| Royal Engineers | 3-1                              | Woodford Bridge     | 21 ottobre 1882 |
| Maidenhead      | 0-2                              | Old Westministers   | 4 novembre 1882 |
| Clapham Rovers  | 3-0                              | Kildare             | 4 Novembre 1882 |
| Upton Park      | Direttamente al turno successivo |                     |                 |
| Windsor         | 3-0                              | Acton               | 4 novembre 1882 |
| Old Etonians    | 1-1                              | Old Foresters       | 4 novembre 1882 |
| Swifts          | 4-1                              | Union               | 4 novembre 1882 |
| Rochester       | 2-0                              | Hotspur             | 4 novembre 1882 |
| Druids          | 1-1                              | Oswestry            | 4 novembre 1882 |

## Finale
| Londra 31 marzo 1883                                        | Blackburn Olympic | 2 – 1    | Old Etonians | The Oval |
| \| \| \| \| \| Matthews Costley \| Marcatori \| Goodhart \| |                   |          |              |          |
|                                                             |                   |          |              |          |
| Matthews Costley                                            | Marcatori         | Goodhart |              |          |